# Terry Hayes
Pour les articles homonymes, voir Hayes.
Terry Hayes est un scénariste, romancier et producteur anglo-australien, né le 8 octobre 1951, dans le Sussex, en Angleterre.

## Biographie
Né en Angleterre, il émigre dès son plus jeune âge en Australie, où il suit une formation de journaliste.
À vingt et un ans, il est correspondant pour la presse australienne en Amérique du Nord, et est basé à New York. Deux ans après, il retourne à Sydney et y travaille comme journaliste d'investigation, journaliste politique et chroniqueur.
Après plusieurs années en journalisme, il rencontre le réalisateur de cinéma australien George Miller avec qui il collabore à la novélisation du scénario de Mad Max. Miller embauche ensuite Hayes pour écrire avec lui le scénario de Mad Max 2 (1981). Hayes, qui devient ensuite scénariste et producteur pour le cinéma et la télévision, s'installe à Hollywood. Il signe, en 1989, les scénarios de Calme blanc (Dead Calm), adapté d'un roman éponyme de Charles Williams, et de From Hell (2001). Il est également scénariste et producteur de la mini-série télévisée Bangkok Hilton (1989), mettant en vedette Nicole Kidman.
Hayes, qui remporte plus de vingt récompenses en carrière, publie en 2013 son premier roman, le thriller Je suis Pilgrim (I am Pilgrim), rapidement devenu un best-seller international.
En 2024, il est révélé que Terry Hayes et l'auteur britannique Tammy Cohen sont les véritables auteurs du roman ayant inspiré le film Argylle, publié sous le pseudonyme d'Elly Conway.

## Filmographie

### Cinéma
Scénariste
- 1981 : Mad Max 2
- 1985 : Mad Max : Au-delà du dôme du tonnerre
- 1989 : Calme blanc
- 1996 : Mr. Reliable (en)
- 1999 : Payback
- 2000 : Vertical Limit
- 2001 : From Hell

Producteur
- 1985 : Mad Max : Au-delà du dôme du tonnerre
- 1987 : The Year My Voice Broke
- 1989 : Calme blanc
- 1991 : Flirting
- 1996 : Mr. Reliable (en)

### Télévision
Scénariste
- 1987 : Vietnam (en)
- 1989 : Bangkok Hilton

Producteur
- 1987 : Vietnam (en)
- 1989 : Bangkok Hilton

## Œuvre littéraire

### Romans
- Je suis Pilgrim, Jean-Claude Lattès, 2014 ((en) I am Pilgrim, 2013), trad. Sophie Bastide-Foltz, 600 p.  (ISBN 978-2-7096-4580-5)Réédition, Le Livre de poche no 33697, 2015, 909 p. (ISBN 978-2-253-00167-6)
- (en) Man, Faith and God, 2018
- L'Année de la sauterelle, Jean-Claude Lattès, 2024 ((en) The Year of the Locust, 2023)
- Argylle [« Argylle: A Novel »]  (trad. de l'anglais, coécrit avec Tammy Cohen sous le pseudonyme d'Elly Conway), Éditions Jean-Claude Lattès, 2024, 400 p. (ISBN 978-0593600016)

## Distinctions
Récompenses
- Australian Film Institute Awards :
  - Meilleur film 1987 (The Year My Voice Broke)
  - Meilleur film 1990 (Flirting)

Nominations
- Saturn Award :
  - Saturn Award du meilleur scénario 1983 (Mad Max 2)
  - Saturn Award du meilleur scénario 1986 (Mad Max : Au-delà du dôme du tonnerre)
- Prix Bram Stoker :
  - Meilleur scénario 2002 (From Hell)
- Prix Hugo :
  - Meilleur film 1983 (Mad Max 2)
- Australian Film Institute Awards :
  - Meilleur scénario adapté 1989 (Calme blanc)
  - Meilleur film 1989 (Calme blanc)
  - Meilleur film 1996 (Mr. Reliable (en))